# Manicomio centrale femminile veneto

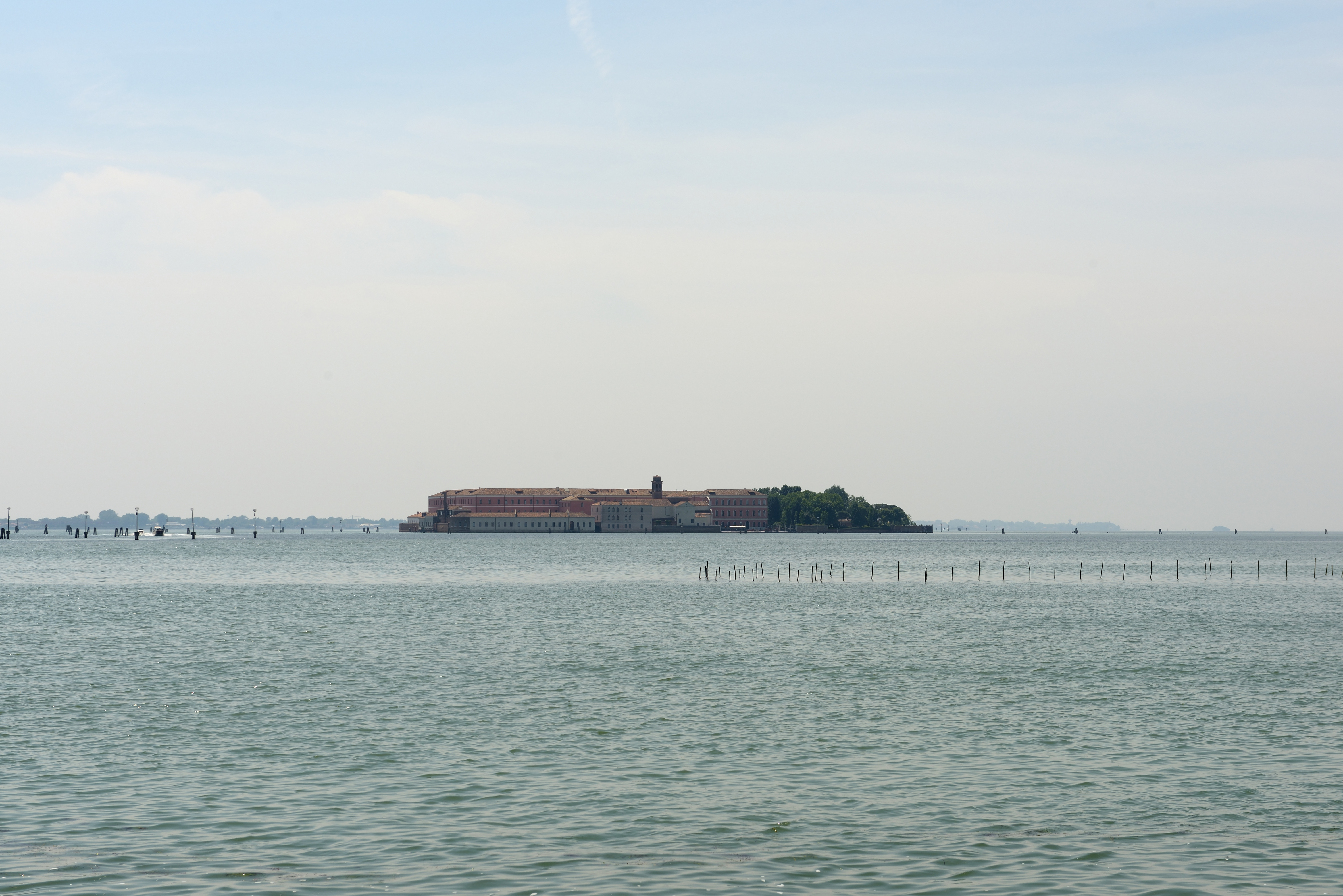
Vista dell'Isola di San Clemente dalla Laguna di Venezia

Il Manicomio Centrale Femminile Veneto, noto anche con il nome di Ospedale psichiatrico provinciale San Clemente di Venezia o Manicomio centrale femminile di San Clemente è stata una struttura di tipo psichiatrico sita nell'Isola di San Clemente, nei pressi di Venezia.

## Storia
La dimensione segregante degli istituti manicomiali trova probabilmente la sua massima compiutezza nel contesto veneziano: qui, infatti, sono nati nel corso del tempo ben due manicomi, quelli di San Servolo e di San Clemente, costruiti entrambi su isole di difficile accesso che «fanno parte di un lembo di laguna storicamente connotato da micromondi alternativi al tessuto urbano-cittadino».  Sede fin dal XII secolo di ospizi e posti di raccolta per crociati e pellegrini, l'Isola di San Clemente divenne luogo designato di un progetto per la costruzione di un manicomio femminile a partire dal 1853, durante la seconda dominazione austriaca.  Pietro Beroaldi, direttore dell'Ospedale Maggiore di Venezia, fu incaricato dalla luogotenenza di sviluppare un progetto tenendo presente il modello offerto dal Niederösterreichische landesirrenheilanstalt di Vienna, costruito nel 1848 e situato fuori dalla città, e di creare un compromesso con altre strutture e modelli europei (dove vigeva un sistema decentrato a padiglioni). Alla fine, la commissione politico-sanitaria istituita nel 1830 e presieduta da sette membri, tra cui lo stesso Beroaldi, decise di orientarsi sul modello Viennese; perciò, il complesso venne concepito come monoblocco. Si trattava solo di dividerlo in singoli reparti. Beroaldi tentò senza successo di far accettare una divisione in base alle diagnosi mediche delle degenti ma la commissione decise una separazione secondo il grado di agitazione, di pericolosità e di stato sociale. «Già nella progettazione, il punto chiave del futuro istituto venne posto non nella cura ma bensì nella custodia.» Altre idee come la necessità di aria salubre, di acqua buona e di un sufficiente impianto di riscaldamento vennero prese in considerazione. 
Ad essere nominato direttore e responsabile del progetto e dei lavori di edificazione fu l’ingegnere Domenico Graziussi, il quale presentò alla luogotenenza il 28 luglio 1858 il progetto di una costruzione a tre piani, con cinque componenti a forma di una grande E. Il complesso si ispirava a quello di Vienna come luogo ci cura farmacologica e morale, i cui punti fondamentali risiedevano nel lavoro e nell’isolamento. L’idea del manicomio come posto utopico non trovò grande formulazione nell’allestimento, dove era evidente il fatto che si trattasse di un luogo pensato per essere chiuso a chiave: gli spazi esterni accessibili alle ricoverate erano dei cortili chiusi. Neanche l’accesso alla chiesa avveniva dal portale principale ma attraverso una sorta di galleria circense. La reclusione, dunque, era evidente e non veniva simulata. Nello stesso anno la Commissione accettò il progetto di Graziussi e lo fece controfirmare dal Ministero dell’Interno di Vienna. La conclusione dei lavori prevista per il 1860 però divenne impossibile a causa della Seconda guerra d’indipendenza, a seguito della quale la Lombardia si scisse dal Veneto e la situazione economica di Venezia si aggravò ulteriormente. Sempre per motivi economici la direzione dei lavori fu tolta a Graziussi e venne affidata direttamente alla Direzione Provinciale delle Pubbliche Costruzioni. I lavori si protrassero lentamente per diversi anni fino al 1866, quando entrarono in una fase di stallo a seguito della Terza guerra d’indipendenza, che portò alla ritirata degli austriaci da Venezia e dal Veneto e alla loro annessione al neonato Regno d’Italia. Stabilizzatasi la situazione economica e politica i lavori ripresero nuovamente fino all’inaugurazione del manicomio, avvenuta nel 1873. 
Un solo anno dopo l’apertura nell’istituto si trovavano già 620 donne, delle quali circa due terzi erano considerate inguaribili. Dieci anni dopo il numero delle pazienti era già arrivato a 1000; di queste circa 200 erano tenute continuamente sotto misure coercitive. Chi ne era in grado doveva lavorare e questo non solo perché l’ergoterapia era parte integrante di quella cura morale portata avanti dai medici dell’istituto ma anche perché il lavoro divenne, sotto le continue misure di risparmio messe in atto, una necessità avente lo scopo di autofinanziare il manicomio.  A partire dal 1873 la gestione di San Clemente e dell’altro ospedale lagunare dell’Isola di San Servolo venne riunita in un unico Consiglio di amministrazione dei manicomi centrali veneti.  Nel 1931 la provincia di Venezia subentrò all’Opera pia nella proprietà e gestione dei due istituti manicomiali, varando nel 1936 un piano di riorganizzazione che annullava la secolare separazione dei sessi nelle due isole; San Servolo divenne Ospedale di accettazione e cura per entrambi i sessi mentre San Clemente venne destinato alle lunghe degenze, sempre di maschi e femmine.  Il manicomio sarebbe rimasto in funzione fino al 22 aprile 1992 per essere poi successivamente abbandonato, mentre l'archivio e la biblioteca furono traslocati a San Servolo. 

## Suddivisione dello spazio
Nella relazione del 1937 del prof. Tancredi Cortesi, direttore incaricato di entrambi gli istituti lagunari, la sezione femminile dell’Ospedale di San Clemente, situata nella parte centrale della struttura, veniva descritta come: «suddivisa in otto reparti, distribuiti nei vari piani dell’edificio: due reparti agitate, un reparto malproprie, uno tranquille, un’infermeria con sala di isolamento per le tubercolose, un reparto frenasteniche ineducabili e un reparto dozzinanti».  Vi erano inoltre, al pianterreno, ampi laboratori di cucito, tessitura e il guardaroba, dove lavoravano numerose malate. Il personale sanitario era costituito dal direttore, che risiedeva sull’isola, da un medico primario e tre medici di sezione; quello di assistenza comprendeva 72 infermiere e 13 suore.  Al pianoterra si trovavano l'amministrazione, le officine, la farmacia e i laboratori medici nonché tre reparti e gli alloggi di quelle pazienti che erano sempre state povere. Al primo piano si trovavano altri tre reparti e la biblioteca medica. Questi ambienti erano situati allo stesso livello degli appartamenti del direttore sanitario e di quello amministrativo, i cui locali erano collocati sopra il vestibolo dell'ingresso principale, accessibili tramite un'imponente scala a tre rampe. Qui alloggiavano le ex-dozzinanti, il cui patrimonio era stato dilapidato e che ora venivano mantenute solo grazie all'aiuto pubblico. Al secondo piano si trovavano i reparti delle dozzinanti con camere singole o doppie, la sala della musica e le camere del personale, maggiore comfort, stanze più piccole, rivestimenti in legno, pavimentazione a terrazzo. A questa organizzazione verticale se ne aggiungeva una orizzontale che collocava le pazienti più calme nella parte anteriore, vicino l’ingresso, mentre quelle più gravi e problematiche finivano nella parte posteriore. Su questa suddivisione dello spazio gli architetti Semi e Mettifogo costruirono quattro assi: il primo e il secondo indicavano il percorso del peggioramento della malattia mentre il terzo indicava il declino dello stato sociale. Dall’incrocio dei tre si otteneva così idealmente un quarto asse rappresentante un percorso che conduceva, a partire dalla donna ricoverata in buone condizioni di salute e con possibilità di guarigione, a quella etichettata come caso incurabile. 

## Cura morale e mezzi di contenzione
Come in molte strutture del tempo, anche all’interno dell’Ospedale di San Clemente si ricorreva di frequente a tutta una serie di trattamenti per indurre le internate a comportamenti docili e rispettosi dell’ordine e delle regole. Accanto ad alcune delle terapie convenzionali come ad esempio l’ergoterapia, l’idroterapia, la musicoterapia, l’isolamento o le più moderne “terapie piretogene”, i medici e le infermiere si servivano anche dei cosiddetti mezzi di contenzione fisica come: la camicia di forza, cinturoni di cuoio con manette annesse destinati prevalentemente alle manesche e “laceratrici”, anelli affissi al muro dove venivano legate le pazienti oppure sedie di costrizione che obbligavano le stesse a stare sedute per ore o giorni senza muoversi. 
Il ricorso alla contenzione fisica, alla stregua di altri dispositivi terapeutici adottati, rispondeva ad una duplice funzione punitiva e rieducativa che affondava le sue radici scientifiche nell’alienismo francese di inizio Ottocento. Secondo questa corrente, i disturbi mentali erano originati principalmente da cause morali, ossia da una commistione di fattori psichici, sociali, circostanziali ed etici che provocavano nell’individuo squilibri emotivi e sentimentali. Tramite un adeguato trattamento morale incentrato sull’isolamento e sulla rieducazione del singolo, gli alienisti contavano di ripristinare negli ammalati l’equilibrio perduto. Il manicomio era in sé il primo canale di cura; «grazie ad esso prendeva forma un progetto terapeutico (sintetizzabile nella cosiddetta cura morale) imperniato sul timore reverenziale promanato dagli alienisti e su espedienti che dovevano “persuadere” l’individuo all’obbedienza». 
L’incapacità di sottrarsi a pratiche terapeutiche così aggressive e il senso di smarrimento per un ambiente vissuto come ostile e degradante portava spesso a dei risvolti tragici sulla salute mentale delle pazienti. Nel 1889 Giuseppina C., contadina di ventotto anni della provincia di Padova, morì suicida gettandosi dal balcone dell’Ospedale dopo solo due mesi di degenza. Alcuni anni prima Angelica P., di quarantanove anni, dopo essere riuscita ad eludere le sorveglianze e a liberarsi dai mezzi di contenzione si era tolta la vita tramite impiccagione a cinque mesi dal suo arrivo al San Clemente. L’emersione di episodi così gravi è stata in parte ostacolata dalla reticenza delle fonti, poiché la direzione ospedaliera tendeva a minimizzare qualsiasi evento o testimonianza che potesse compromettere la credibilità pubblica del manicomio. 
A fine Ottocento la direzione di San Clemente aveva illustrato la contenzione coercitiva come una serie di pratiche innocue, ma necessarie, che erano però da ritenersi in via di smantellamento. Il direttore dell’epoca, Cesare Vigna, aveva anche cercato di promuovere l’istituto pubblicando una lettera a lui indirizzata da uno psichiatra inglese, tale L.S.F. Winslow, in cui si complimentava per l’utilizzo moderato dei mezzi di contenzione. Questa versione contrastava però con una serie di denunce, come quella dell’alienista australiano G. A. Tucker che scriveva:
Ovviamente, dichiarazioni di questa portata contrastavano fortemente con l’idea del manicomio come istituzione destinata alla cura e alla riabilitazione delle degenti. Si deve ricordare, tuttavia, che il controllo, la repressione e le punizioni corporali erano parti integranti della “cura morale” praticata nell'istituto lagunare dalla fine del XIX secolo e che prometteva rinsavimenti tanto miracolosi. 

## Internate
All’interno del manicomio di San Clemente le pazienti erano costituite tanto da contadine pellagrose e denutrite quanto da benestanti affette da disturbi depressivi o di natura schizofrenica.  Il bacino d’utenza dell’Istituto copriva un raggio di circa duecento chilometri ed are costituito quasi esclusivamente da donne venete e friulane, salvo rarissime eccezioni. Numerose pazienti giungevano nell’Isola dopo un ricovero preliminare in un ospedale provinciale, soprattutto se si trattava di degenti la cui condizione psico-fisica era gravemente compromessa. Le internate provenienti dagli ambienti domestici appartenevano alle classi medie o medioalte.  L’appartenenza a classi sociali più elevate induceva i familiari ed esercitare uno scrupoloso controllo sulla pubblicizzazione del disagio psichico della parente; le dozzinanti non venivano mai fotografate e le loro sezioni anagrafiche erano molto più contenute con le informazioni personali. 
Nel periodo compreso tra il 1873 e il 1904 la percentuale di donne sposate rappresentava il 51,3% del totale, seguite poi dalle nubili (30,3%) e le vedove (14,8%).  La fascia d’età maggiormente rappresentata era quella che andava dai 30 ai 39 anni mentre per quanto riguarda il picco della morte, la fascia d’età maggiormente colpita era quella fra i 40 e i 49 anni. Spesso, per i soggetti più debilitati, erano le stesse condizioni igienico-sanitarie dei reparti a risultare fatali, sia per via del sovraffollamento che per uno stato generale di incuria. Per quanto riguarda le professioni svolte dalle internate, la maggior parte di loro (circa il 45%) erano contadine, seguite da casalinghe, domestiche e impiegate in attività industriali e commerciali.
Al loro arrivo le pazienti venivano lavate, nutrite e costrette ad indossare l’uniforme manicomiale. Successivamente, prendeva avvio il percorso diagnostico che prevedeva la stesura dell’anamnesi, la visita medica e il soggiorno provvisorio nel reparto di osservazione. A destare maggiore preoccupazione tra le degenti era soprattutto il contatto fisico e la continua vicinanza con l’alienista: durante l’iniziale periodo di osservazione Maria M. rifiutava di farsi visitare perché credeva che la si volesse uccidere. Dopo circa un anno di permanenza l’ammalata aveva continuato ad opporsi alle visite mediche perché temeva chi le si avvicinava. 
Imprigionate in forme di contenzione coercitiva tanto farmacologiche quanto meccaniche e prive di qualsiasi sostegno di natura psicologica, le internate spesso si trasformavano in vittime del loro stesso delirio. Episodi maniacali e allucinazioni uditive rappresentavano alcune delle manifestazioni più tipiche tra le pazienti. Molto diffusi erano i deliri a sfondo mistico-religioso, nei quali «il credo ufficiale si confondeva con una ritualità d’origine magico-arcaica».  Capitava che le internate, nel tentativo di trovare una spiegazione, attribuissero il loro malessere alla possessione demoniaca da parte di spiriti e streghe, come nel caso di Regina M., contadina di ventuno anni malata di pellagra ed entrata nel manicomio di San Clemente con la diagnosi di «delirio di dannazione e demonomaniaco» nel 1878. Dal diario clinico si legge che la giovane, credendosi posseduta dal diavolo, sperava di trovare la salvezza nel suicidio e in preda ad uno stato maniacale si rifiutava anche di mangiare, per non alimentare il demonio che si trovava dentro di lei. Altre volte il disagio mentale veniva vissuto come segno di un contatto con il Divino: la contadina e madre di quattro figli Felicita S., internata per «mania religiosa» e «frenosi pellagrosa», diceva di vedere il paradiso durante la notte e di parlare con il Signore, che la invitava a fare la comunione nella sua parrocchia. La donna sarebbe rimasta in manicomio per ben dieci anni prima di lasciare il San Clemente senza alcun segno di miglioramento.  All’interno dell'Ospedale poteva anche accadere che qualche paziente, tornata lucida dopo il momento di crisi, parlasse razionalmente dei propri gesti, mostrando anche vergogna e incredulità per le azioni commesse. È il caso di Luigia B., filatrice affetta da pellagra e madre di sei figli proveniente da Rovigo, ricoverata al San Clemente per la seconda volta nel 1877. Interrogata dai medici sul motivo che l’aveva portata a tentare il suicidio e a cercare di maltrattare la figlia, Luigia aveva risposto in lacrime «che una voce quasi irresistibile per lei la chiamava nel pozzo e che un’altra voce interna, [...] la invitava ad uccidere la propria figlia».  Per questo motivo la donna cercava in tutti i modi di fuggire da tali voci, evitando anche di andare al pozzo per paura di essere costretta a buttarvisi dentro; aggiungeva anche che le sembrava impossibile che queste idee potessero venire dalla sua mente, dal momento che amava tanto sua figlia e la sua vita.
Le cartelle cliniche di molte delle internate mostrano come la maggior parte di esse provenisse da un contesto di miseria, caratterizzato da emarginazione, violenza, alcolismo e denutrizione. Molti psichiatri del tempo tendevano ad attribuire le cause scatenanti della follia ad episodi accidentali come lutti, litigi o spaventi, senza considerare il fatto che era soprattutto una vita precaria vissuta in povertà e piena di sofferenze a rendere insostenibili anche i fatti quotidiani. Ortensia B., “pizzicagnola” di trentaquattro anni proveniente dalla provincia di Rovigo, era emigrata con il marito e i due figli in Brasile. «Nella nuova patria perse improvvisamente il coniuge e rimasta sola con due bambini vide crollare la sua illusione di una vita diversa.» Tornata in Italia venne ricoverata in manicomio a seguito di alcuni tentativi di suicidio per mezzo di un rasoio.  Nel 1874 ad essere internata al San Clemente fu una contadina di cinquant’anni proveniente da Collalto (Udine), tale Maddalena F., che «a 40 anni credeva di essere incinta di due mesi, quando, dietro un calcio avuto dal marito, abortì e poi non vidde più le sue mestruazioni». 
Altre volte a gravare sulla salute mentale delle internate era il peso di condotte morali troppo anguste, che finivano per medicalizzare e trasformare in sintomo clinico atteggiamenti sostanzialmente innocenti. La stessa cura della persona era spesso reputata come un atto di «eccessiva vanità» : la dozzinante Adele G. F. era giudicata "civettuosa" dai medici per la sua «toilette scioccamente ricercata»; la maestra nubile Maria M. invece peccava di ambizione perché si compiaceva a guardarsi «nei vetri». 
Dunque, incomprese e segnate a vita dall’etichetta di deviate, isteriche e amorali, gran parte delle pazienti ricoverate in questa struttura si trovarono spesso in una condizione di sudditanza e cattività da parte di chi le doveva curare; molte di loro, una volta entrate in manicomio, non ne sarebbero più uscite, anche a causa delle terapie a cui erano state sottoposte e che non facevano altro che aggravarne le condizioni di salute, portandole a morte certa.

### Internate celebri

Ida Dalser

Tra le pazienti celebri ricoverate nell'Ospedale di San Clemente si ricorda Ida Dalser, prima presunta moglie di Benito Mussolini e madre di suo figlio Benito Albino, internata per motivi politici (in quanto considerata pericolosa per l'immagine del duce) prima nel manicomio di Pergine Valsugana nel 1925 e poi in quello femminile di Venezia, dove sarebbe rimasta per undici anni, fino alla sua morte avvenuta il 3 dicembre 1937. 